# Monotaxis grandoculis
Monotaxis grandoculis là một loài cá biển thuộc chi Monotaxis trong họ Cá hè. Loài cá này được mô tả lần đầu tiên vào năm 1775.

## Từ nguyên
Từ định danh grandoculis được ghép bởi hai âm tiết trong tiếng Latinh: grandis ("to lớn") và oculis (số nhiều của oculus, "đôi mắt"), hàm ý đề cập đến đôi mắt to của loài cá này mà theo các tài liệu đương thời, nó dài xấp xỉ bằng cái miệng.

## Phân bố và môi trường sống
Từ Biển Đỏ, M. grandoculis có phân bố rộng khắp vùng Ấn Độ Dương - Thái Bình Dương, từ Biển Đỏ dọc theo Đông Phi trải dài về phía đông đến quần đảo Hawaii, quần đảo Line và quần đảo Pitcairn, ngược lên phía bắc đến quần đảo Nansei, giới hạn phía nam đến Úc, quần đảo Australes và quần đảo Gambier. Một cá thể M. grandoculis đang lớn được bắt gặp ở bờ biển Antalya (Thổ Nhĩ Kỳ), có thể là theo kênh đào Suez mà tiến được vào Địa Trung Hải.
Dọc theo bờ biển Việt Nam, M. grandoculis được ghi nhận tại hòn Sơn Chà (Thừa Thiên Huế), cù lao Chàm (Quảng Nam), Ninh Thuận, Bình Thuận (gồm cả cù lao Câu).
M. grandoculis sống gần các rạn san hô, thường trên nền cát hoặc cát trộn lẫn đá vụn, độ sâu đến ít nhất là 150 m.

## Mô tả
Chiều dài cơ thể lớn nhất được ghi nhận ở M. grandoculis là 60 cm. Chiều dài FL (fork length: chiều dài đến điểm phân thùy đuôi) khi thuần thục sinh dục ước tính là khoảng 27–33 cm (khoảng 2,3–3,3 năm tuổi) ở cả hai giới.
Thân có màu xám bạc, ánh nâu lục ở phần lưng và thân trên. Cá trưởng thành đã lớn có đầu tròn với đôi môi dày. Có một đốm đen lớn phía sau gốc vây ngực. Môi có màu vàng. Cá con có 3 dải nâu sẫm/đen trên cơ thể cách nhau bởi những vạch trắng hẹp, một sọc đen dọc xuyên qua mắt và một dải màu cam/đỏ trên hai thùy đuôi.
Số gai ở vây lưng: 9; Số tia vây ở vây lưng: 10; Số gai ở vây hậu môn: 3; Số tia vây ở vây hậu môn: 9; Số tia vây ở vây ngực: 13–14; Số vảy đường bên: 44–47.

## Sinh thái

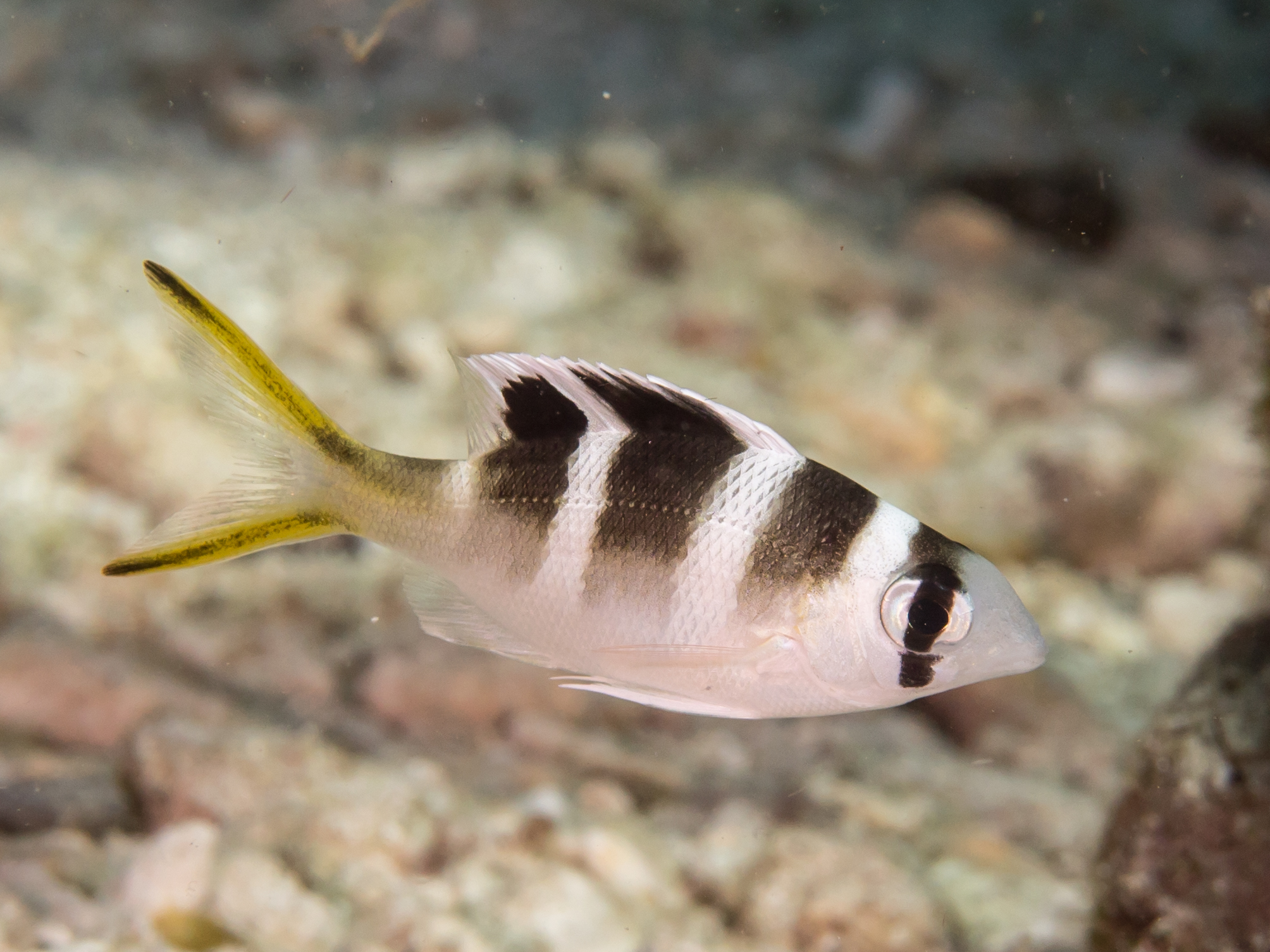
Cá con

M. grandoculis chủ yếu bắt gặp với những cá thể đơn độc, nhưng những con trưởng thành lớn thường hợp thành đàn lên tới khoảng 50 cá thể. Chúng là loài ăn đêm, với nguồn thức ăn chủ yếu là động vật chân bụng, sao biển đuôi rắn và cầu gai (ít tiêu thụ đối với cua ẩn sĩ, giun nhiều tơ, sống đuôi và hải sâm).
Ở Hawaii, mùa sinh sản của M. grandoculis diễn ra từ tháng 5 đến tháng 8, với tuổi thọ cao nhất được ghi nhận ở loài này là 23 năm.

## Thương mại
M. grandoculis chủ yếu được đánh bắt thủ công, bán ở dạng tươi sống. Một vài vụ ngộ độc ciguatera gây ra bởi loài này đã được ghi nhận ở quần đảo Marshall.